# 谢志浩
谢志浩 (1965年—)，中国河北省辛集市人，1989年毕业于中国人民大学，六四事件亲历者。后任河北科技大学文法学院中文系副教授，主讲中国百年历史人物等课程，著有《梦里犹知身是客: 读书人的百年沉浮》、《那些有伤的读书人》等。

## 部分作品
《那些有伤的读书人》ISBN 9787513307536（08/2012   新星出版社 出版）
《梦里犹知身是客: 读书人的百年沉浮》ISBN 9787511729699（05/2016   中央编译出版社 出版）